# Ada Lopreiato
Ada Lopreiato (Napoli, 6 settembre 1971) è una politica italiana, dal 13 ottobre 2022 senatrice della Repubblica per il Movimento 5 Stelle.

## Biografia
Dopo il diploma di istituto magistrale nel 1996 si laurea in giurisprudenza presso l'Università degli Studi di Napoli "Federico II"; ottiene poi l'abilitazione all’esercizio della professione di avvocato nel 1998, che svolge dal 2000, prima come consulente legale, poi come titolare in uno studio legale associato a Napoli. Si occupa principalmente di diritto bancario e assicurativo.

## Attività politica
Iscritta al Movimento 5 Stelle (M5S), alle elezioni amministrative del 2021 è stata candidata al consiglio comunale di Napoli, nelle file del M5S a sostegno del candidato sindaco del centro-sinistra Gaetano Manfredi, ottenendo 161 preferenze e risultando non eletta.
Alle elezioni politiche anticipate del 2022 viene candidata al Senato della Repubblica nel collegio uninominale Campania - 04 (Napoli-Fuorigrotta), sostenuta dal Movimento 5 Stelle, venendo eletta senatrice con il 41,47% dei voti e sconfiggendo i candidati del centro-destra, in quota Forza Italia, l'ex presidente della Regione Campania Stefano Caldoro (25,35%) e del centro-sinistra, in quota Partito Democratico - Italia Democratica e Progressista, la presidente della commissione sul femminicidio Valeria Valente (22,25%).
Nella XIX legislatura della Repubblica è membro e capogruppo del M5S nella 2ª Commissione Giustizia, oltreché componente della Giunta delle elezioni e delle immunità parlamentari, della Comitato parlamentare per i procedimenti di accusa, della Commissione contenziosa del Senato e della Commissione straordinaria per il contrasto dei fenomeni di intolleranza, razzismo, antisemitismo e istigazione all'odio e alla violenza.